# Резолюция 149 на Съвета за сигурност на ООН
Резолюция 149 на Съвета за сигурност на ООН е приета на 23 август 1960 г. по повод кандидатурата на Република Горна Волта (днес Буркина Фасо) за членство в ООН. С Резолюция 149 Съветът за сигурност препоръчва на Общото събрание на ООН Република Горна Волта да бъде приета за член на Организацията на обединените нации.